# Neyla Moronta
Neyla Chiquinquirá Moronta Sangronis (Cabimas, estado Zulia; 31 de octubre de 1953) es una modelo, animadora, locutora y exreina de belleza venezolana, ganadora del Miss Venezuela del año 1974.
Representó al estado Zulia, dándole su primera corona al estado y sería la primera zuliana en ganar el certamen de belleza, y fue la representante oficial de Venezuela para el Miss Universo 1974 concurso celebrado en Manila, Filipinas, el 19 de julio, de 1974, tenía 23 años, estudiaba cuarto año de Odontología, en la Universidad del Zulia.

## Biografía
Nació en la ciudad de Cabimas en el estado Zulia, es hija de Plinio Moronta, un ganadero y empresario de rocolas y Rogelia Sangronis, una ama de casa, es la mayor de cuatro hermanos, su hermana Nirza (Nilza) Moronta fue la tercera finalista del Miss Venezuela 1979, y compitió en el certamen internacional japonés Miss Internacional en 1979. En 1974 Neyla Moronta estudiaba Odontología en la Universidad del Zulia, ingresaría al concurso, debido a que el exgobernador Hilarión Cardozo le comentó a alguien de la organización Miss Venezuela que había una muchacha de Cabimas que estudia odontología en LUZ llamada Neyla Moronta, debido a que esté y su esposa conocían a la familia, se le concedió la oportunidad de participar en el concurso, portando la banda de su estado natal, teniendo el derecho de representar ese estado en el Miss Venezuela, su porte éxotico y sus bellos ojos le darían el título, por su triunfo se le concedió un carro deportivo Malibu cupé, e hizo muchos comerciales de las firmas patrocinantes como Helene Curtis, Sudamtex, y presentaciones en las tiendas Sarela, fue la representante oficial de Venezuela en el Miss Universo 1974, en Manila, Filipinas. No clasificó. Después hizo carrera como presentadora de televisión, modelo, tuvo dos programas en el canal Radio Caracas Televisión llamados “Magazine” y “Clásicos Dominicales”. Se graduó como odontólogo en la Universidad Central de Venezuela. En 2001 se mudó a Miami, Estados Unidos. Se casó dos veces: la primera, en 1976, con Tony Salvato, el matrimonio duró sólo un año. Luego, tuvo una segunda unión y permanece casada con un famoso empresario venezolano.